# Liste der politischen Parteien in Island
Die Liste der politischen Parteien in Island sammelt alle isländischen politischen Parteien, die im Parlament (Althing) vertreten sind oder waren sowie eine Auswahl von Kleinparteien, die bis jetzt nicht im Althing vertreten waren.

## Parteien

### Im Althing vertreten
Seit der Wahl 2024 sind folgende Parteien im Parlament vertreten:
| Parteibuchstabe | Isländischer Name     | Deutscher Name                                | Gründung | Vorsitz                                    | Ausrichtung                      |
| --------------- | --------------------- | --------------------------------------------- | -------- | ------------------------------------------ | -------------------------------- |
| B               | Framsóknarflokkurinn  | Fortschrittspartei                            | 1916     | Sigurður Ingi Jóhannsson (seit 2016)       | Liberalismus Agrarpolitik        |
| C               | Viðreisn              | Reform, Umbau                                 | 2016     | Þorgerður Katrín Gunnarsdóttir (seit 2017) | Liberalismus                     |
| D               | Sjálfstæðisflokkurinn | Unabhängigkeitspartei, Selbständigkeitspartei | 1929     | Bjarni Benediktsson (seit 2009)            | Liberalkonservatismus EU-Skepsis |
| F               | Flokkur fólksins      | Volkspartei, Partei der Leute/Menschen        | 2016     | Inga Sæland (seit 2016)                    | Populismus                       |
| M               | Miðflokkurinn         | Zentrumspartei                                | 2017     | Sigmundur Davíð Gunnlaugsson (seit 2017)   | Populismus                       |
| S               | Samfylkingin          | Allianz                                       | 1999     | Kristrún Frostadóttir (seit 2022)          | Sozialdemokratie                 |

### Früher im Althing vertreten
Folgende Parteien waren im Parlament vertreten, haben aber bei den letzten Wahlen einen Einzug nicht geschafft, haben sich mittlerweile aufgelöst oder mit anderen Parteien zusammengeschlossen:
| Isländischer Name                                | Deutscher Name                                       | Gründung | Auflösung | Nachfolgepartei                                  |
| ------------------------------------------------ | ---------------------------------------------------- | -------- | --------- | ------------------------------------------------ |
| Alþýðubandalagið                                 | Volksallianz                                         | 1956     | 1999      | Samfylkingin                                     |
| Alþýðuflokkurinn                                 | Sozialdemokratische Partei Islands                   | 1916     | 1999      | Samfylkingin                                     |
| Bandalag jafnaðarmanna                           | etwa Sozialdemokratische Union                       | 1983     | 1987      |                                                  |
| Björt framtíð                                    | Helle Zukunft, Strahlende Zukunft                    | 2012     |           |                                                  |
| Borgaraflokkurinn                                | Bürgerpartei                                         | 1987     | 1994      | Sjálfstæðisflokkurinn                            |
| Borgaraflokkurinn                                | Bürgerpartei                                         | 1923     | 1926      | Frjálslyndi flokkurinn                           |
| Borgarahreyfingin                                | Bürgerbewegung                                       | 2009     | 2012      | Dögun                                            |
| Bændaflokkurinn                                  | Bauernpartei                                         | 1933     | 1942      |                                                  |
| Bændaflokkurinn                                  | Bauernpartei                                         | 1912     | 1916      | Framsóknarflokkurinn                             |
| Framfaraflokkurinn                               | etwa Vorwärtspartei                                  | 1897     | 1905      | Þjóðræðisflokkurinn                              |
| Frjálslyndi flokkurinn                           | Liberale Partei                                      | 1926     | 1929      | Sjálfstæðisflokkurinn                            |
| Frjálslyndi flokkurinn                           | Liberale Partei                                      | 1973     | 1974      |                                                  |
| Frjálslyndi flokkurinn                           | Liberale Partei                                      | 1998     | 2012/2013 | Dögun                                            |
| Heimastjórnarflokkurinn                          | Selbstverwaltungspartei                              | 1900     | 1923      | Borgaraflokkurinn                                |
| Hreyfingin                                       | Die Bewegung                                         | 2009     | 2012      | Dögun                                            |
| Íhaldsflokkurinn                                 | Konservative Partei                                  | 1924     | 1929      | Sjálfstæðisflokkurinn                            |
| Kommúnistaflokkur Íslands                        | Kommunistische Partei Islands                        | 1930     | 1938      | Sameiningarflokkur alþýðu - Sósíalistaflokkurinn |
| Landvarnaflokkurinn                              | etwa Landesschutzpartei                              | 1902     | 1912      | Sjálfstæðisflokkurinn                            |
| Nýtt afl                                         | Neue Kraft                                           | 2002     | 2009      | Frjálslyndi flokkurinn                           |
| Píratar                                          | Piraten                                              | 2012     |           |                                                  |
| Sambandsflokkurinn                               | etwa Unionspartei                                    | 1911     | 1914      |                                                  |
| Samtök frjálslyndra og vinstri manna             | Vereinigung liberaler und linker Menschen            | 1969     | 1974      |                                                  |
| Samtök um jafnrétti og félagshyggju              | Vereinigung für Gleichheit und soziale Gerechtigkeit |          |           |                                                  |
| Samtök um kvennalista                            | Frauenallianz                                        | 1983     | 1999      | Samfylkingin                                     |
| Sameiningarflokkur alþýðu - Sósíalistaflokkurinn | Vereinigte Volkspartei – Sozialistische Partei       | 1938     | 1968      | Alþýðubandalagið                                 |
| Sjálfstæðisflokkurinn                            | Unabhängigkeitspartei                                | 1907     | 1927      | Frjálslyndi flokkurinn                           |
| Vinstrihreyfingin – grænt framboð                | Links-Grüne Bewegung                                 | 1999     |           |                                                  |
| Þjóðræðisflokkurinn                              | Volksherrschaftspartei                               | 1905     | 1908      | Sjálfstæðisflokkurinn                            |
| Þjóðvaki                                         | Volkserwachen                                        | 1994     | 1999      | Samfylkingin                                     |
| Þjóðvarnarflokkur Íslands                        | etwa Volksschutzpartei                               | 1953     | 1968      | Alþýðubandalagið                                 |

### Sonstige (Auswahl)
Bestehende und ehemalige Parteien, die nicht im Althing vertreten sind oder waren:
- Alþýðufylkingin (Volksfront von Island)
- Besti flokkurinn (Beste Partei), 2009–2014, aktiv in Reykjavík
- Dögun (Morgenröte)
- Flokkur Heimilanna (Haushälterpartei)
- Hægri grænir, flokkur fólksins (Rechts-Grüne Volkspartei), 2010–2016, aufgegangen in Íslenska þjóðfylkingin (Isländische Nationalfront)
- Íslenska Þjóðfylkingin (Isländische Nationalfront)
- Flokkur Þjóðernissinna (Nationalistische Partei), 1934–1944
- Húmanistaflokkurinn (Humanistische Partei, früher unter dem Namen Flokkur mannsins)
- Kommúnistaflokkur Íslands (m-l) (Kommunistische Partei Islands (Marxisten-Leninisten)), 1972–1980, Nachfolgepartei: Kommúnistasamtökin
- Landsbyggðarflokkurinn (Provinzpartei)
- Lýðræðisvaktin (Demokratie-Wache)
- Regnboginn (Regenbogen)
- Sósíalistaflokkur Íslands (Sozialistische Partei Islands)